# 布里扬
布里扬（法語：Briant，法語發音：[bʁijɑ̃]）是法国勃艮第-弗朗什-孔泰大區索恩-卢瓦尔省的一个市镇，属于沙罗勒区。

## 地理
布里扬（46°18'0"N, 4°8'55"E）面积13.31 平方千米，位于法国勃艮第-弗朗什-孔泰大區索恩-卢瓦尔省，该省份为法国中部省份，北起顺时针与科多尔省、汝拉省、安省、罗讷省、卢瓦尔省、阿列省和涅夫勒省接壤。
与布里扬接壤的市镇（或旧市镇、城区）包括：瓦雷讷拉尔孔斯、奥耶、布里奥奈地区圣克里斯托夫、布里奥奈地区圣迪迪耶、圣富瓦、圣于连德容济、萨里。
布里扬的时区为UTC+01:00、UTC+02:00（夏令时）。

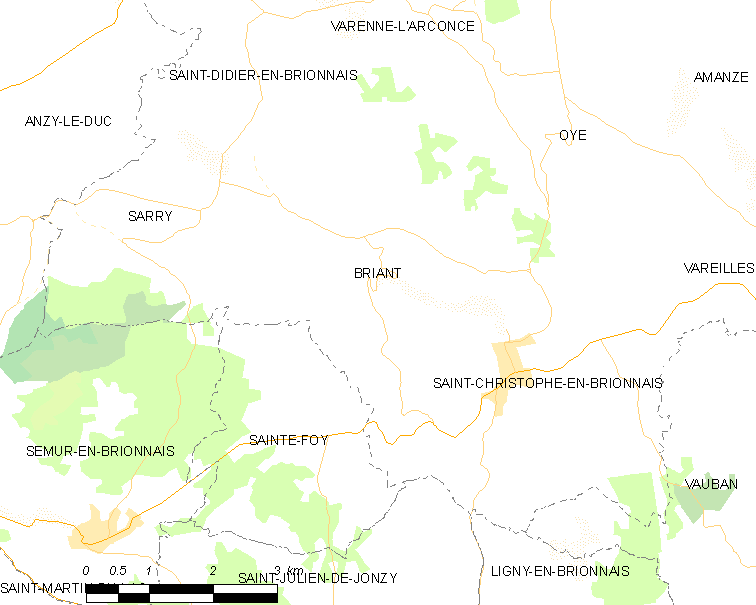
布里扬的OSM定位图

## 行政
布里扬的邮政编码为71110，INSEE市镇编码为71060。

## 政治
布里扬所属的省级选区为绍法耶县。

## 人口

1962-2008年间布里扬人口变化图示

布里扬于2022年1月1日时的人口数量为230人。